# Paullinia fibrigera
Paullinia fibrigera är en kinesträdsväxtart som beskrevs av Ludwig Radlkofer. Paullinia fibrigera ingår i släktet Paullinia och familjen kinesträdsväxter. Inga underarter finns listade i Catalogue of Life.